# Agrotis infuscofasciata
Agrotis infuscofasciata là một loài bướm đêm trong họ Noctuidae.